# Glediczja trójcierniowa
Glediczja trójcierniowa, iglicznia trójcierniowa (Gleditsia triacanthos L.) – gatunek drzewa z rodziny bobowatych (Fabaceae Lindl.). Pochodzi z Ameryki Północnej, rozprzestrzenił się w Australii, jest też uprawiany w wielu krajach świata. 
Na niektórych obszarach rozprzestrzenia się jako roślina inwazyjna.  

## Morfologia
PokrójDrzewo osiągające wysokość do 30 m, o luźnej i nieregularnej koronie.
LiścieUlistnienie skrętoległe. Liście złożone parzystopierzaste, długości 10–13 cm, złożone z 16-30 wąskich, symetrycznych i eliptycznych listków. Listki o barwie zielonej, niekiedy z żółtawym odcieniem, o zaokrąglonych wierzchołkach, okrągłych nasadach i gładkich brzegach.
PędyPień i pędy pokryte licznymi, sztywnymi i długimi trójdzielnymi cierniami o długości nawet do 15–17 cm.
KwiatyPojedyncze, zebrane w grono, promieniste o barwie zielonej – zielonkawożółtej.
OwocePłaskie, czerwonobrązowe i błyszczące, łukowate strąki o długości 15–40 cm, często powrozowato skręcone.

Glediczja trójcierniowa - Gleditsia triacanthos
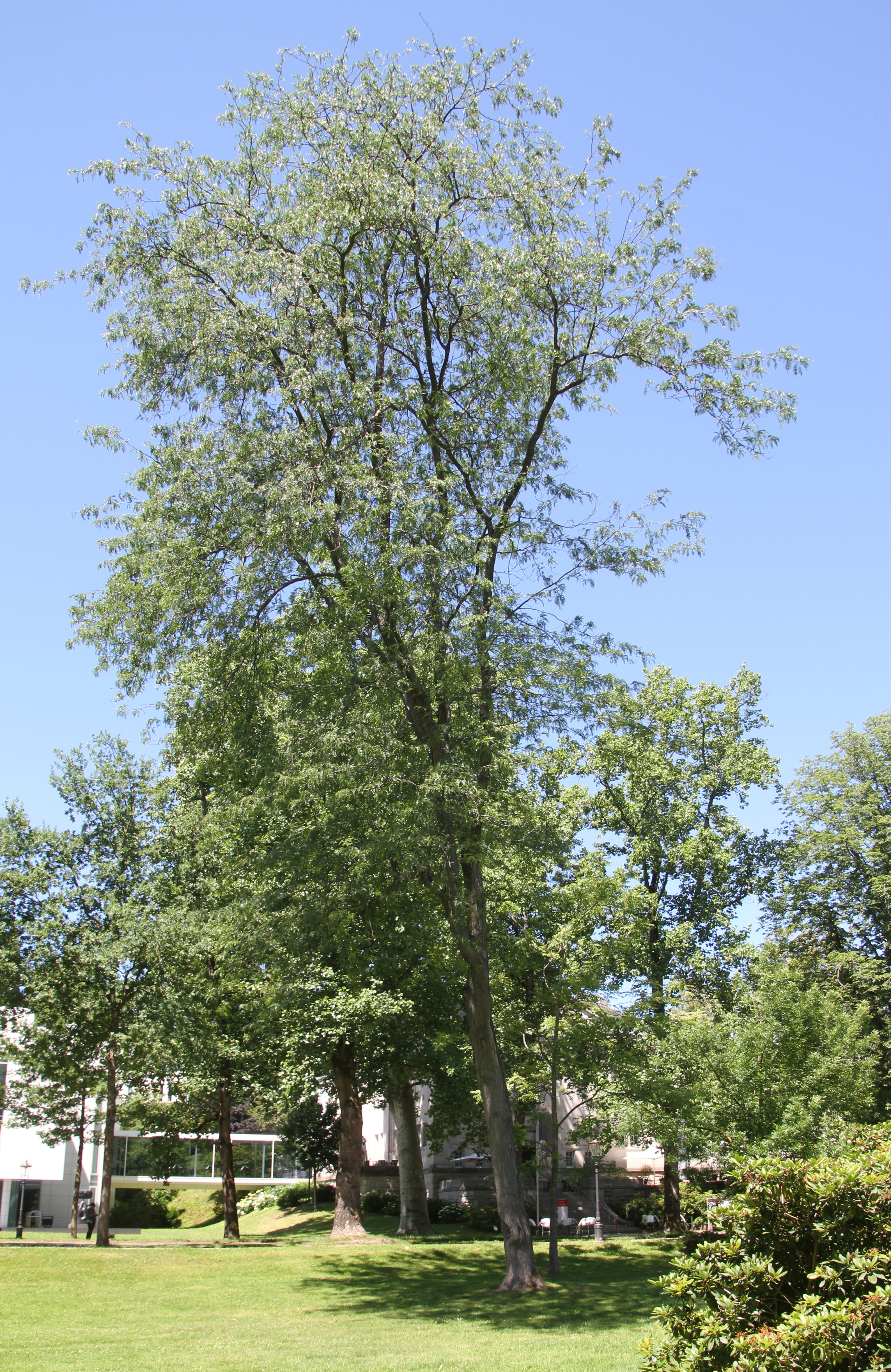
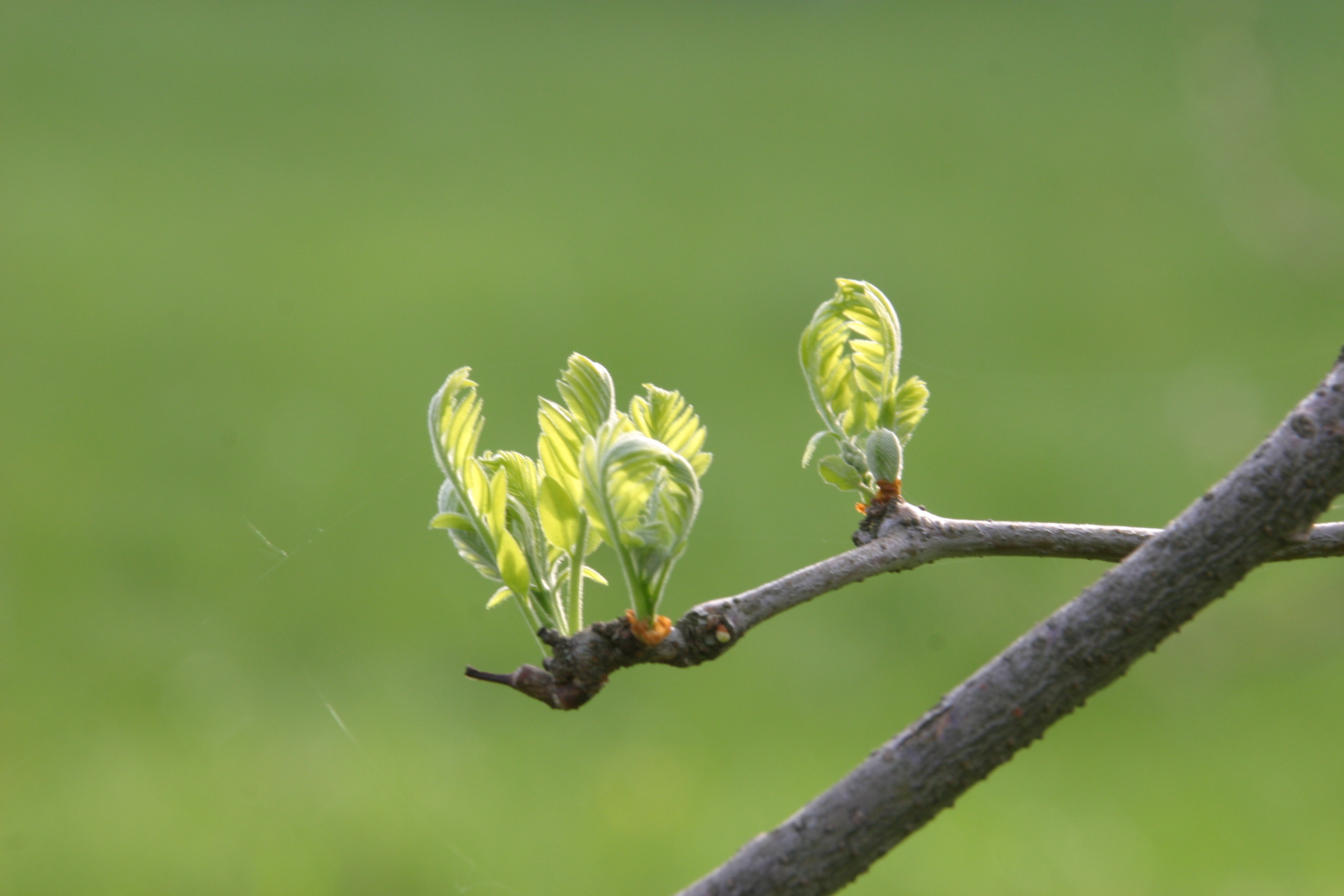
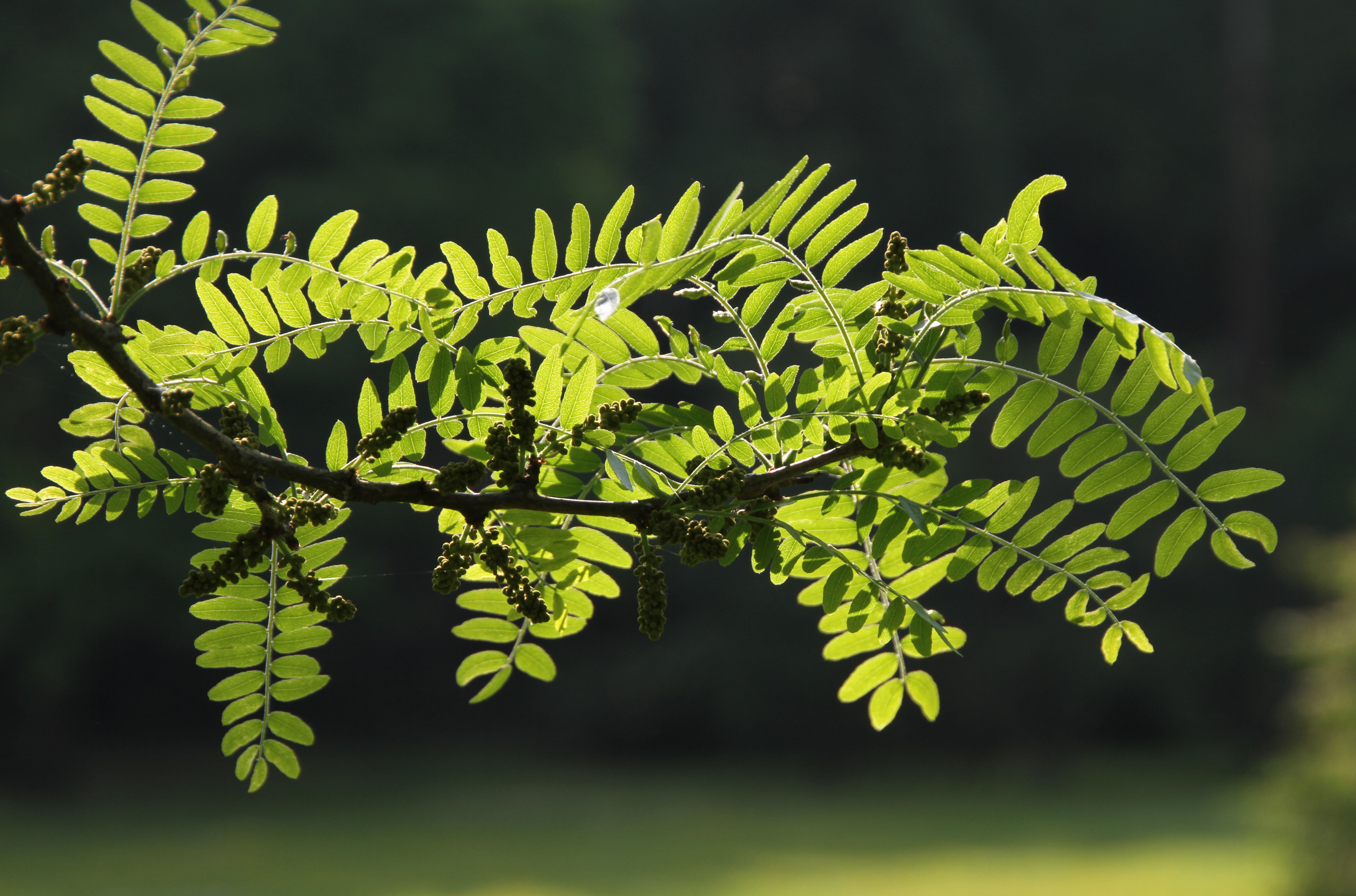
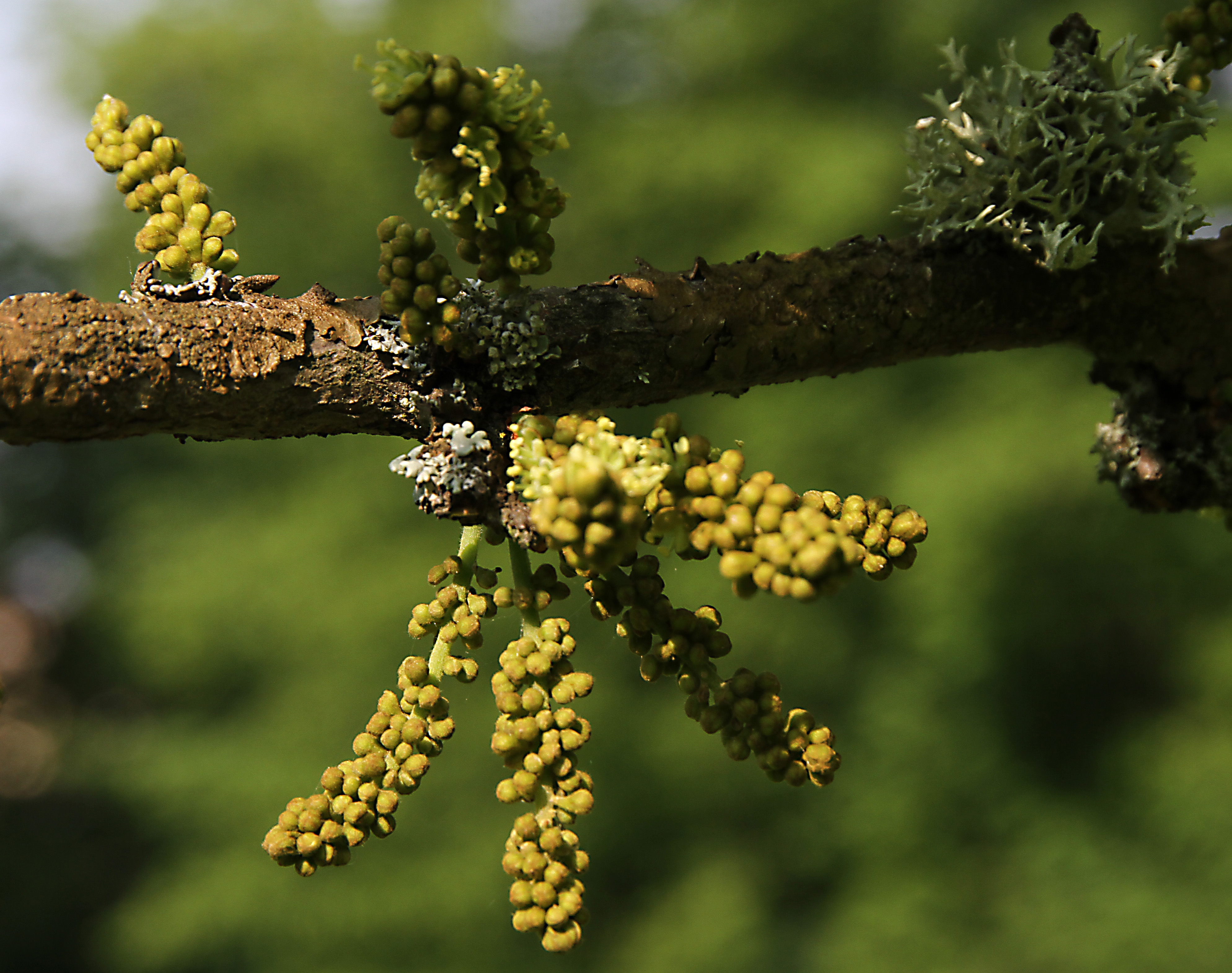
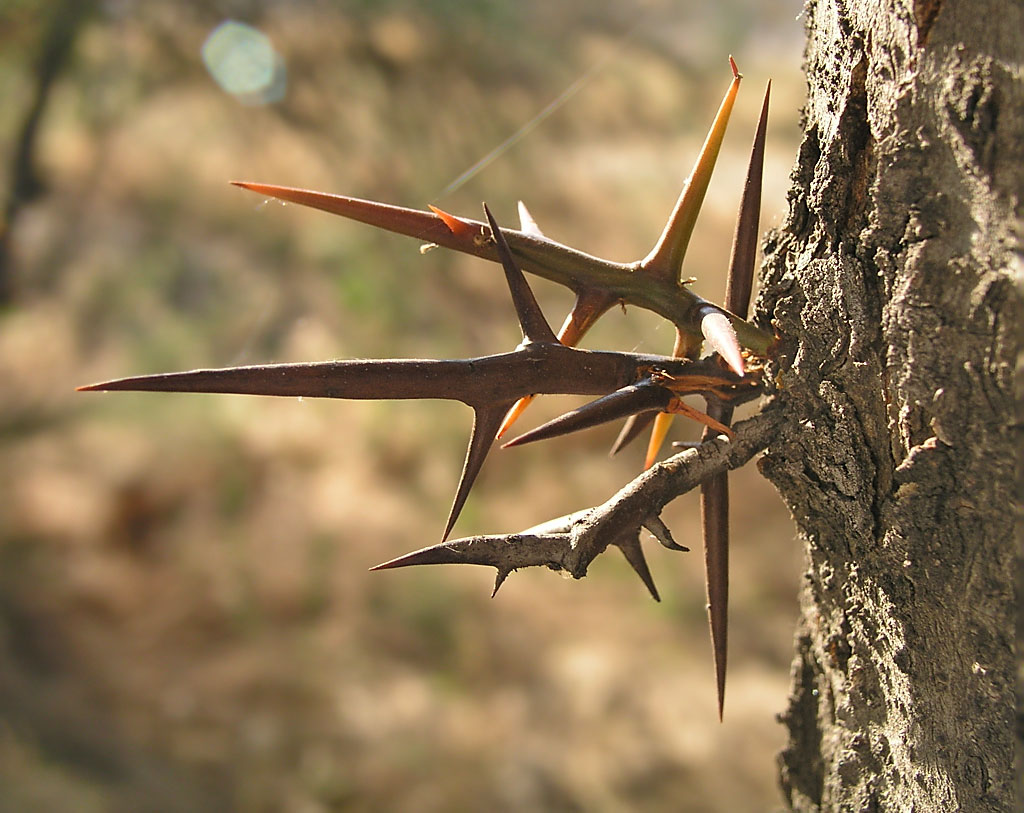
Ciernie wyrastające z pnia
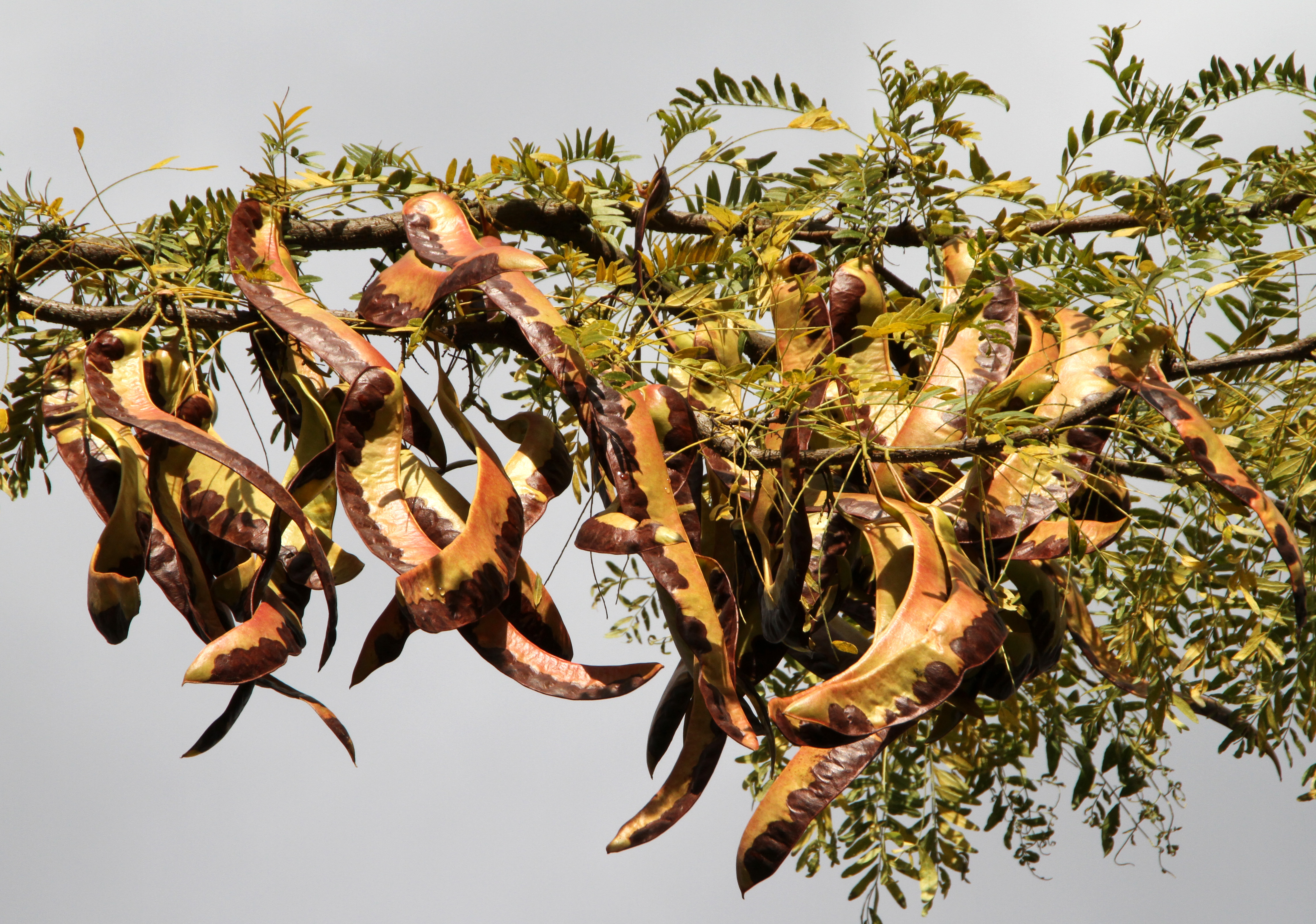
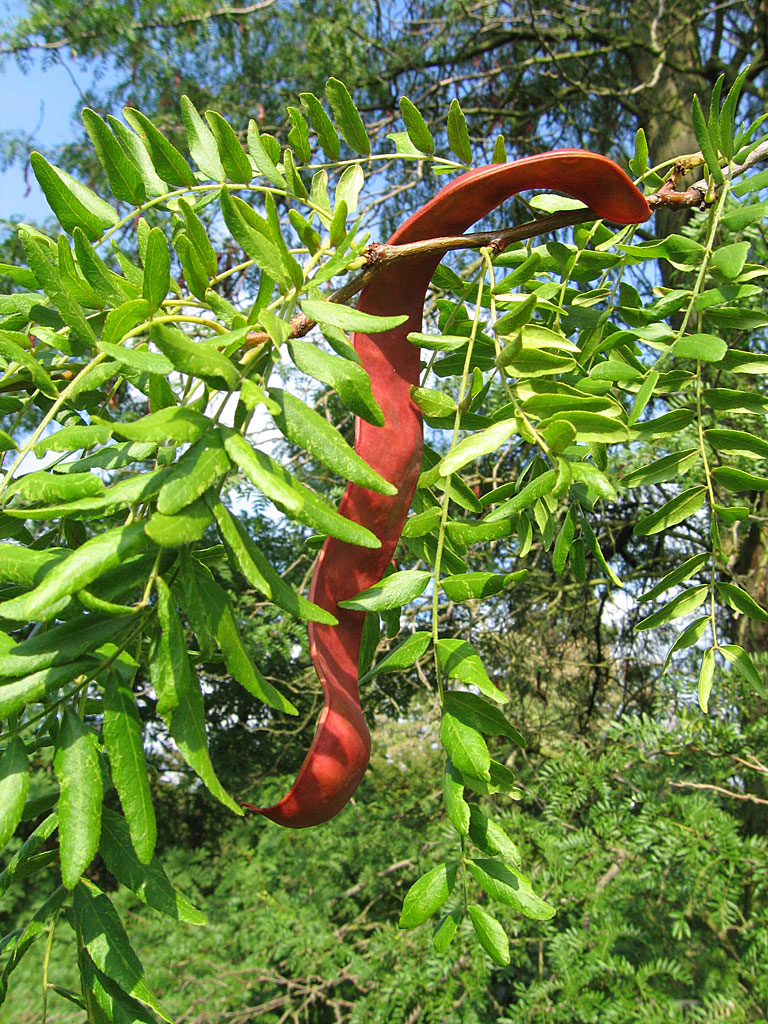
Dojrzałe strąki
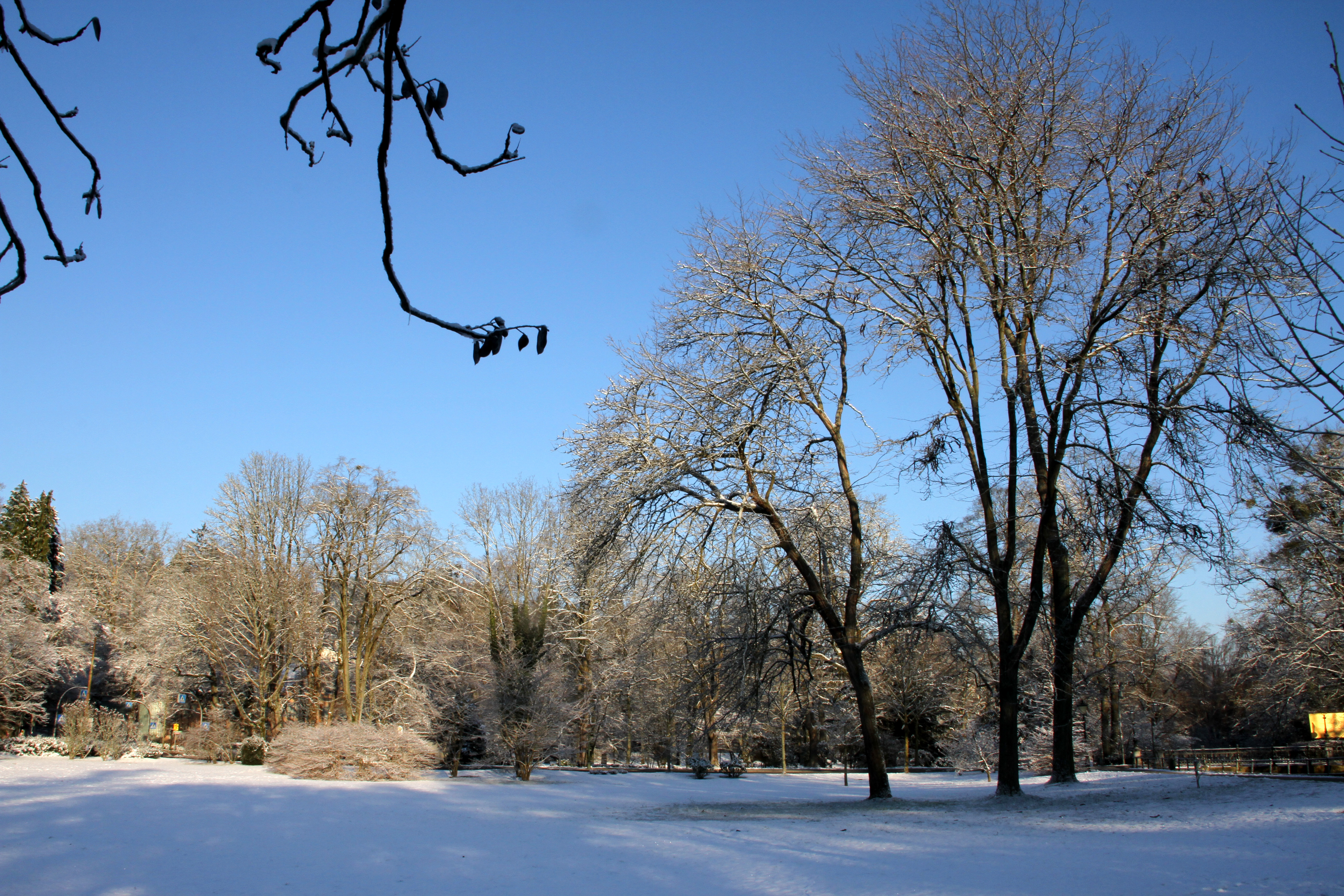
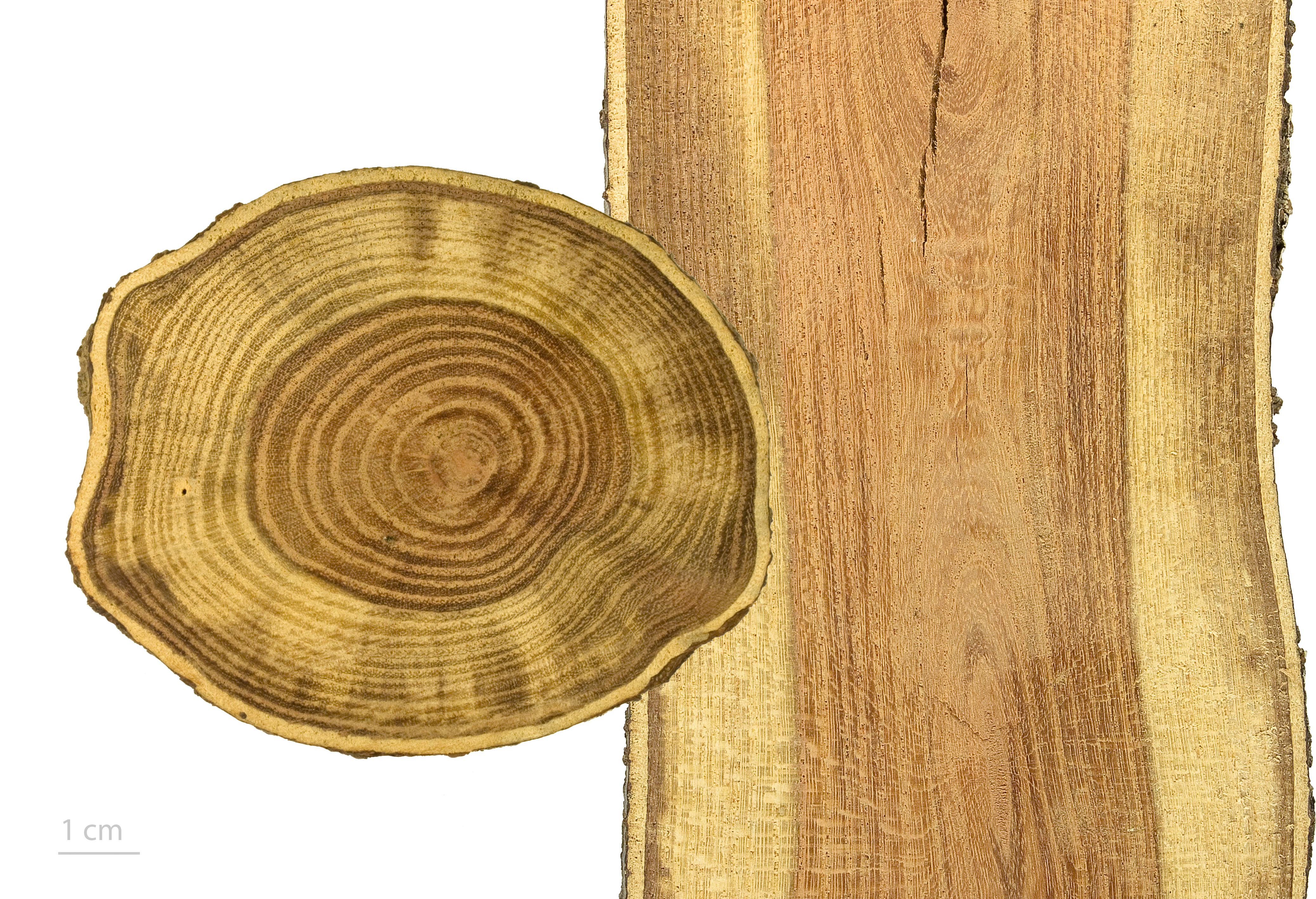

## Zastosowanie i uprawa
- Roślina ozdobna. Ze względu na ciekawy wygląd bywa sadzona w parkach miejskich. Szczególnie dekoracyjna staje się jesienią, gdy przebarwiają się jej liście. Oprócz typowej formy uprawiane są odmiany ozdobne, np. `Sunburst` o żółtozielonych liściach. Rozmnażanie drzewa jedynie przez wysiew nasion. Preferuje gleby przepuszczalne, zasadowe, średnio wilgotne i raczej ubogie. Dość dobrze znosi suszę.
- Roślina jadalna. Strąki i nasiona użytkowano podobnie jak popularne rośliny strączkowe, zawierają dużo węglowodanów[6].
- Roślina pastewna. Strąki i nasiona są wysokiej jakości paszą dla zwierząt rzeźnych[7].

## Pomniki przyrody
Okazałe lub inaczej wyróżniające się drzewa chronione bywają jako pomniki przyrody. W Polsce ochronie takiej podlegają 42 drzewa lub grupy drzew tego gatunku. Należą do nich np. dwie glediczje rosnące w Cieszynie w pobliżu Teatru Miejskiego.